# Djémila
Djémila eller Cuicul i Algeriet er et typisk eksempel på romersk byplanlægning i et bjergområde. Ruinbyen ligger 900 moh. Dets forum, basilika, tempel, teater, triumfbuer og hus er blandt de bedst bevarede i Nordafrika.
Byen kendes i dag som Djémila, dens arabiske navn; i romertiden hed den Cuicul, efter dens berbiske navn. Byen blev grundlagt i år 96 eller 97 som en koloni af romerske veteraner, på befaling af kejser Nerva. Hensigten var at bevogte det vigtige bjergpas mellem Sétif og Constanine. Efter 50 år havde stedet store paladser, og så mange bygninger at nybyggeri måtte ske udenfor bymuren. I 100-talet kom amfiteateret og et offentligt bad. Byens blomstringstid regnes for at have været under Septimius Severus' regeringstid, i begyndelsen af 200-tallet. Da fik byen et forum, offentlige toiletter, tempel og lokaler for folkemøder. Indbyggerne i byen var romerske borgere, men der var tæt kontakt med berberne, og ægteskab mellem grupperne var almindeligt.
Cuicul blev et knudepunkt for romernes handel med landene syd for Sahara: Deres forbindelser rakte til det sydlige Sudan. Med kamelkaravaner hentede berberne guld og elfenben som de solgte i Cuicul og andre romerske kolonier. Byens egne resurser var landbrugsprodukter som korn og oliven.
Kristendommen fik solidt fæste i Cuicul; der blev bygget flere kirker og der blev etableret et bispesæde. Byen blev derefter et pilgrimsmål for kristne, især efter at biskop Cresconius i 411 fik bygget en basilika med fem hovedskibe. Biskoppen stod under tilsyn af den byzantinske patriarken af Konstantinopel.
Byen havde op til 200.000 indbyggere, men blev gradvis forladt efter romerrigets fald i 500- og 600-tallet, og blev ødelagt af omkringliggende folkegrupper. Under det muslimske riges storhedstid blev byen aldrig genopbygget, men fik navnet Djemila, som betyder «smuk» på arabisk.
Man begyndte arkæologiske udgravninger i området i 1909. Byen blev et verdensarvsted i 1982.

## Eksterne kilder og henvisninger
- Wikimedia Commons har flere filer relateret til Djémila
- lexicorient.com Arkiveret 19. december 2005 hos  Wayback Machine
- pbase.com Billeder Arkiveret 5. august 2012 hos  Wayback Machine